# Park Hohenrode

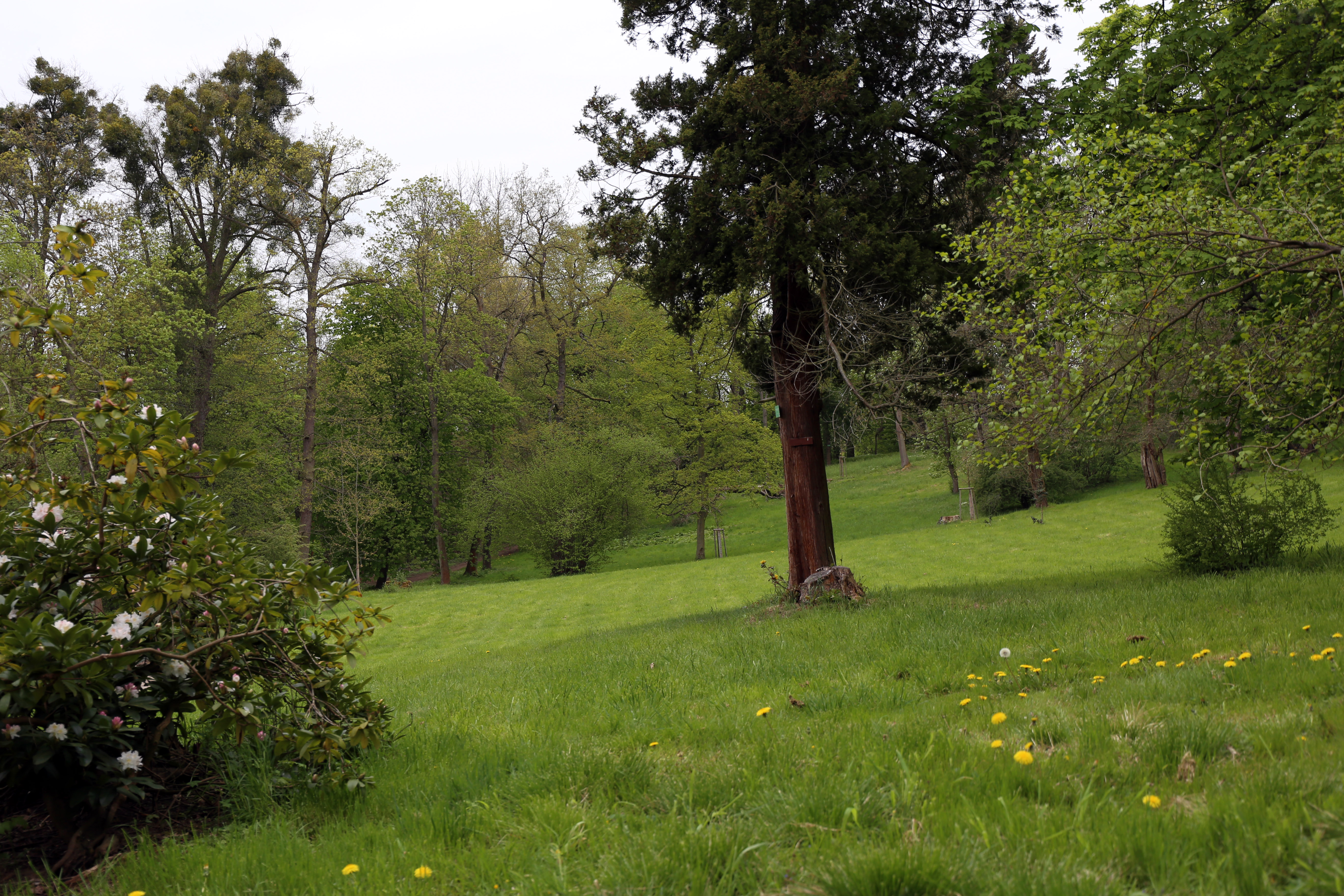
Park Hohenrode

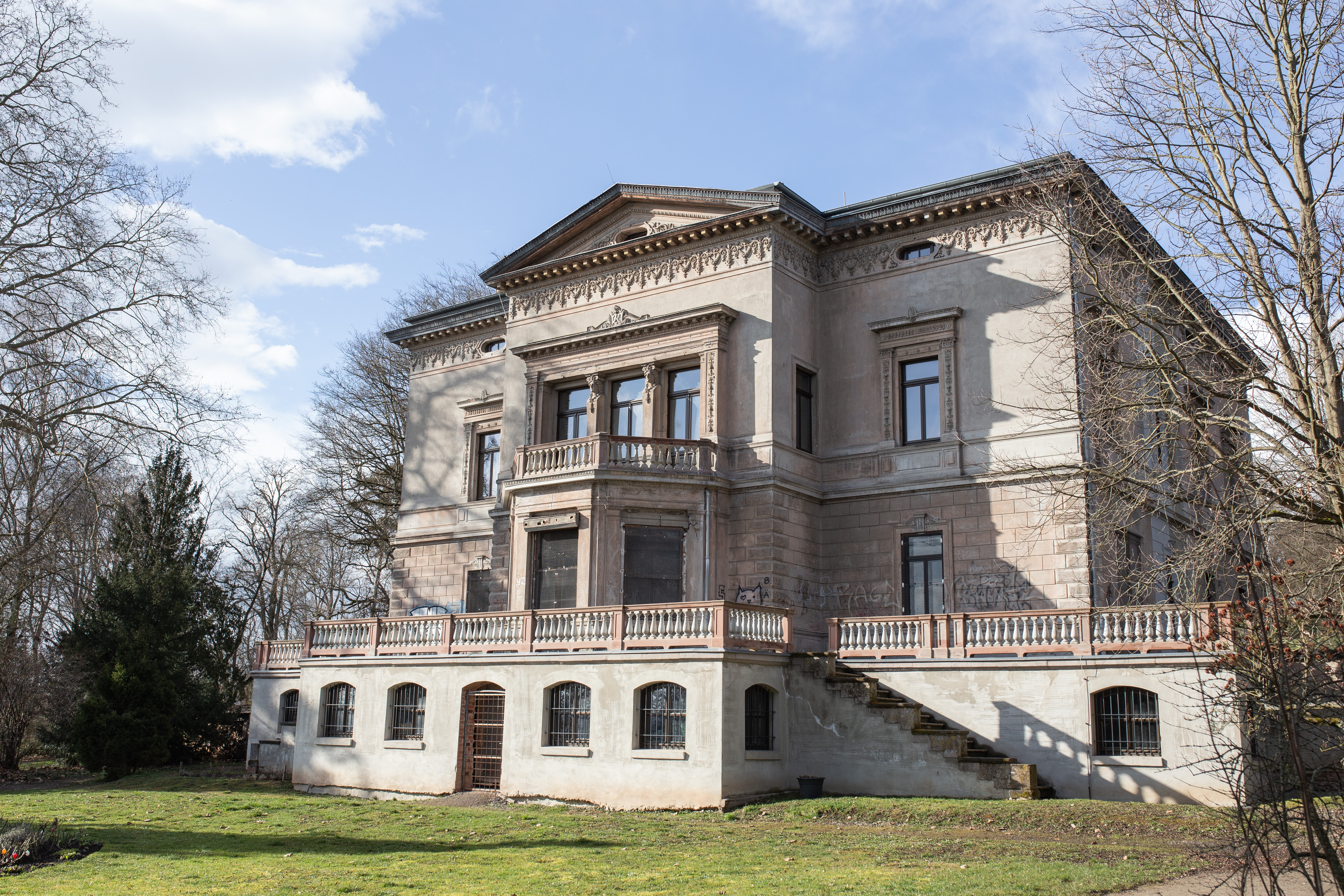
Villa Kneiff (März 2021)

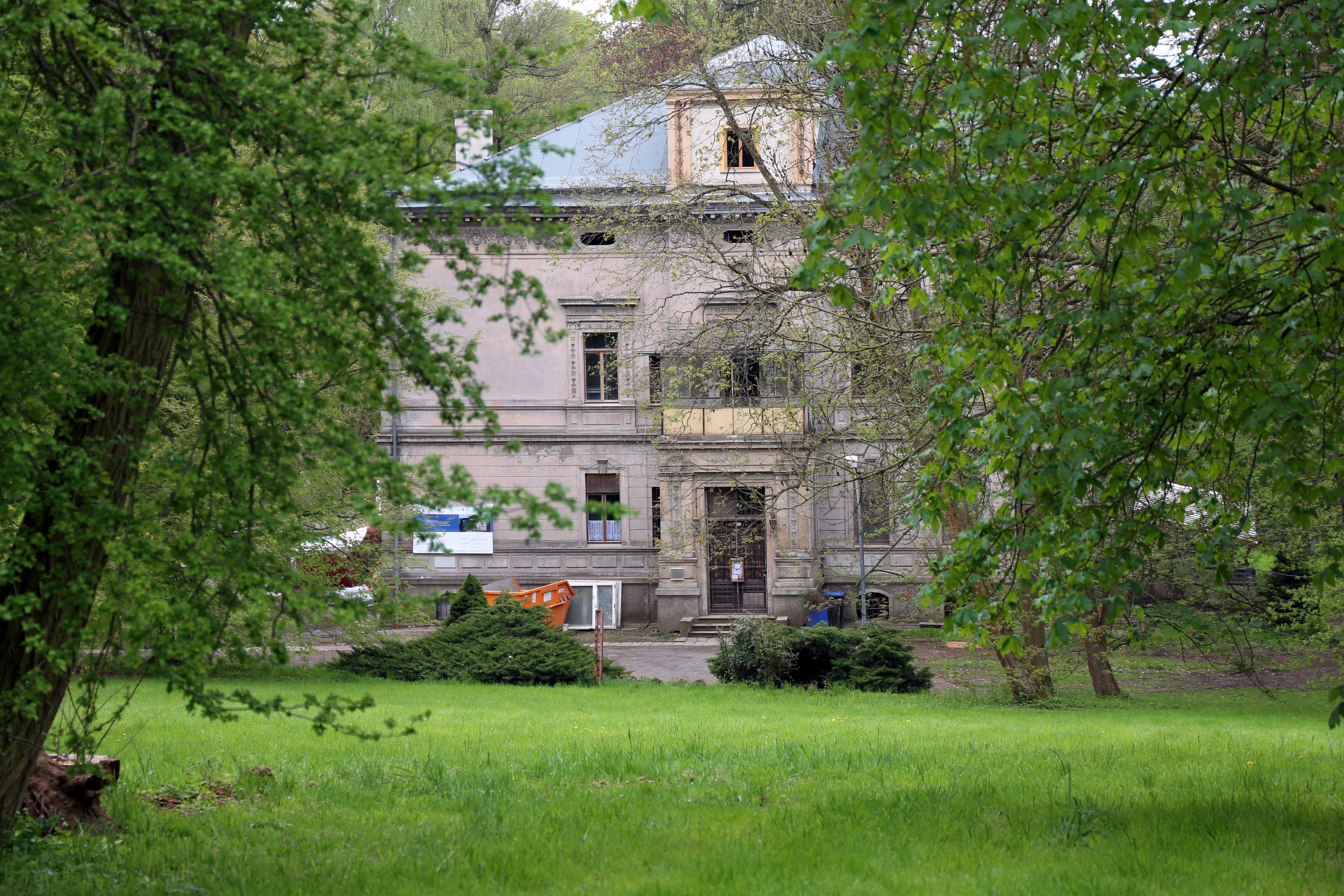
Rückseite der Villa

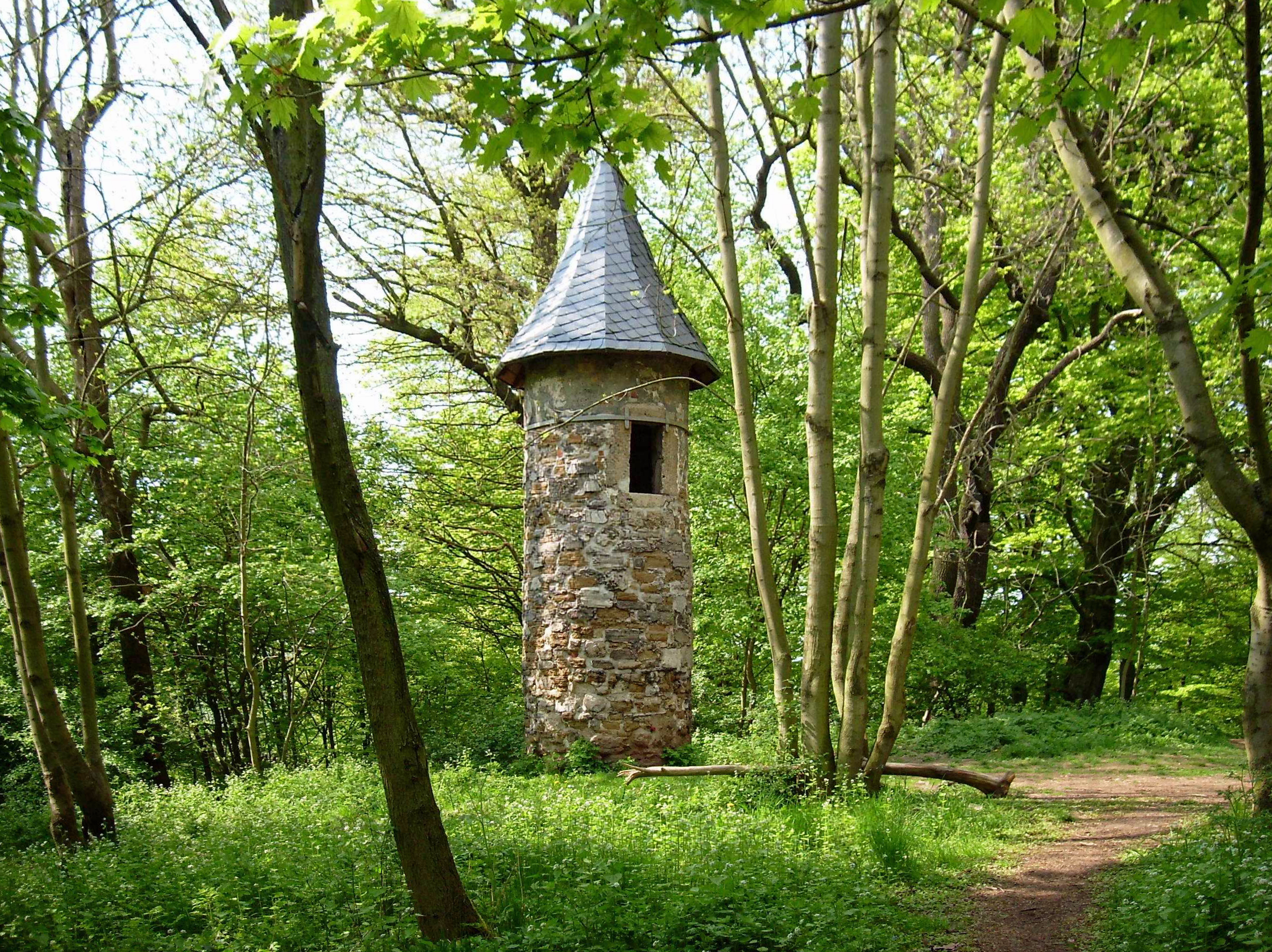
Warttürmchen im Park

Der Park Hohenrode ist eine 10 Hektar große Parkanlage in Nordhausen/Thüringen.

## Geschichte
Das Parkgelände war ursprünglich ein nach Süden geneigter Acker, der sich seit den 1830er Jahren im Besitz und Bewirtschaftung der Familie Kneiff für die Zwecke der Kornbrennerei und Viehzucht befand; er umfasste rund 25 Morgen. An den Rändern standen einst Eichen und Obstbäume.
Die Errichtung des Parks wurde 1874 von Carl Kneiff (1829–1902) in Auftrag gegeben. Kneiff hatte durch sein Unternehmen „Kneiff-Tabak“ die dafür notwendigen finanziellen Mittel erwirtschaftet.
Mit der Planung wurde Heinrich Siesmayer beauftragt, welcher unter anderem durch den Palmengarten Frankfurt bekannt geworden war.
Mit dem Tod seines Vaters 1902 erbte Fritz Kneiff, ebenfalls Mitglied in der Deutschen Dendrologischen Gesellschaft, den Park Hohenrode. Dieser entschied sich, die Anlage zu erweitern, und gewann dafür Philipp Siesmayer, dessen Vater den ersten Teil der Parkanlage geplant hatte. Durch die sogenannte „Verlobungsbrücke“, welche 1912 errichtet wurde, konnten beide Teile verbunden werden.
Dem Förderverein Park Hohenrode e.V. gelang 2009 der Erwerb der Parkanlage und der Gebäude. Für den Erwerb bat die Bürgerstiftung auch die Stadt Nordhausen um finanzielle Unterstützung.
Die Schauspielerin Susanne Bormann ist seit 2012 Botschafterin des Parks Hohenrode.
Im Mai 2013 wurde die Hochschule Nordhausen als Pate für den Park gewonnen, mit dem Ziel der gemeinsamen Forschung und der Aufwertung der Parklandschaft sowie der Gebäude.

## Dendrologische Ausstattung
Die Deutsche Dendrologische Gesellschaft zählte Carl und Fritz Kneiff zu ihren Mitgliedern. Begründet durch deren Interesse und Engagement wurde im Park eine umfangreiche Gehölzsammlung angelegt. Diese wurde mit Pflanzenlisten dokumentiert, welche später fortgeführt und aktualisiert wurden.
Im Park enthalten ist ein von der Deutschen Dendrologischen Gesellschaft ausgezeichneter Champions-Tree; eine Ohio-Rosskastanie.

## Gebäude im Park
Das dominierende Gebäude ist das als Villa Kneiff bezeichnete Gebäude. Mit der Planung wurde 1874 der als Sieger um den Wettbewerb für das Gebäude des Deutschen Reichstags hervorgegangene Ludwig Bohnstedt beauftragt. Der Baustil des quadratischen Gebäudes orientiert sich an der italienischen Villenarchitektur der Renaissance. Trotz Enteignung des Tabakunternehmens nach dem Zweiten Weltkrieg blieb die Villa bis 2010 in Privatbesitz, wurde von 1954 bis 1990 als Internat des Institut(e)s für Lehrerbildung genutzt. Das stark restaurierungsbedürftige Gebäude wird seit 2010 unter Leitung der Bürgerstiftung Park Hohenrode und mit Unterstützung der Deutschen Stiftung Denkmalschutz rekonstruiert.
Neben der Villa befinden sich das „Kutscherhaus“, ein Gartenpavillon sowie weitere Ausstattung für die Pflanzenzucht (unter anderem ein Gewächshaus).